# فوسفوفركتوكيناز
فوسفوفركتوكيناز (بالإنجليزية: Phosphofructokinase)‏ هو انزيم يتبع عائلة انزيمات الكيناز وهو المسؤول عن استقلاب الغليكوز وإنتاج الطاقة في عملية الفسفرة حيث يقوم بتحلل الفركتوز 6 فوسفات.

## الوظيفة
يقمو انزيم فوسفوفركتوكيناز بتحفيز مجموعة الفسفوريل من ATP والذي هو رد فعل مهم في طائفة واسعة من العمليات البيولوجية. ، حيث يحفز الفسفرة من الفركتوز 6 فوسفات إلى الفركتوز -1،6 - ،في خطوة تنظيمية رئيسية في مسار تحلل السكر .

## موقعه
انزيم فوسفوفركتوكيناز موجود في البكتيريا والثدييات (حيث تمتلك كل مونومر 2 من مجالات المماثلة ) وباعتبارها قليل الوحدات (octomer) في الخميرة (حيث هناك يوجد 4 ألفا (PFK1) و 4 بيتا من سلسلة (PFK2)، وهذا الأخير، مثل مونومرات الثدييات، ويحتوي على 2 مجالات مماثلة [3]). هذا البروتين قد يستخدم كنموذج للمورفيين (morpheein) من التنظيم التفارغي.

## الأنواع
هناك نوعان من الانزيم:
| نوع               | مرادفات                                 | عدد EC                                                                   | الركيزة                   | المنتج                         | الجينات الوحيدات |
| ----------------- | --------------------------------------- | ------------------------------------------------------------------------ | ------------------------- | ------------------------------ | ---------------- |
| فسفوفروكتوكيناز 1 | 6-phosphofructokinase phosphohexokinase | ر.ت.إ 2.7.1.11 \| rowspan="2" style="width: 160px;" \| الفركتوز 6 فوسفات | Fructose-1,6-bisphosphate | PFKL, PFKM, PFKP               |                  |
| فسفوفروكتوكيناز 2 | 6-phosphofructo-2-kinase                | ر.ت.إ 2.7.1.105                                                          | Fructose-2,6-bisphosphate | PFKFB1, PFKFB2, PFKFB3, PFKFB4 |                  |

## وصلات اضافية
- Phosphofructokinases في المكتبة الوطنية الأمريكية للطب نظام فهرسة المواضيع الطبية (MeSH).